# Centruroides yucatanensis
Espèce
Centruroides yucatanensis est une espèce de scorpions de la famille des Buthidae.

## Distribution
Cette espèce est endémique du Mexique. Elle se rencontre au Quintana Roo et au Yucatán.

## Description
Le mâle holotype mesure 48,7 mm et la femelle paratype 29,9 mm.

## Étymologie
Son nom d'espèce, composé de yucatan et du suffixe latin -ensis, « qui vit dans, qui habite », lui a été donné en référence au lieu de sa découverte, la péninsule du Yucatán.

## Publication originale
- Goodman, Prendini, Francke & Esposito, 2021 : « Systematic Revision of the Arboreal Neotropical Thorellii Clade of Centruroides Marx, 1890, Bark Scorpions (Buthidae C.L. Koch, 1837) with Descriptions of Six New Species. » Bulletin of the American Museum of Natural History, no 452, p. 1-92 (texte intégral).